# Hannes Alfvén
Hannes Olof Gösta Alfvén (Norrköping, 30 maggio 1908 – Stoccolma, 2 aprile 1995) è stato un fisico svedese.
Si laureò nell'Università di Uppsala nel 1926 e conseguì il dottorato come specialista in fisica del plasma per la stessa Università nel 1935. 
Fu uno degli scopritori della magnetoidrodinamica. All'Università di Uppsala ha cominciato il lavoro di ricercatore, passando nel 1937 all'Istituto Nobel della Fisica di Stoccolma e divenne nel 1940–1967 professore all'Istituto Reale di Tecnologia della stessa città.
Ha scoperto le Onde di Alfvén, onde trasversali che sono generate in un plasma situato all'interno di un campo magnetico. Diede impulso alla teoria nebulare di formazione del sistema solare, spiegando come la materia espulsa dal vento solare, sotto l'azione di campi elettromagnetici, avrebbe trasferito il momento angolare del sole alla nebulosa protoplanetaria. 
Fu professore di elettronica del plasma nell'Università di Stoccolma, oltre che membro dell'Accademia delle Scienze e del Consiglio Scientifico della Svezia. A causa di disaccordi con il suo governo si è trasferì 1969 all'Università della California, in cui ha lavorato come professore esterno.
Ricevette il Premio Nobel per la Fisica nel 1970 insieme con il fisico francese Louis Néel e fu anche membro dell'Accademia delle scienze dell'Unione Sovietica.